# Arachne (album Huntera)
Arachne – ósmy album studyjny polskiej grupy muzycznej Hunter. Wydawnictwo ukazało się 8 marca 2019 roku nakładem wytwórni muzycznej Makumba Music w dystrybucji Warner Music Poland. Nominacja do Fryderyka 2020 w kategorii «Album Roku Metal».

## Lista utworów
Opracowano na podstawie materiału źródłowego.
| Nr  | Tytuł utworu   | Długość |
| --- | -------------- | ------- |
| 1.  | „W sieci…”     | 1:17    |
| 2.  | „Arachne”      | 5:28    |
| 3.  | „Gollum”       | 4:43    |
| 4.  | „Figlarz Bugi” | 3:28    |
| 5.  | „Casus Belli”  | 5:18    |
| 6.  | „O worze”      | 4:09    |
| 7.  | „Kim”          | 6:11    |
| 8.  | „Sauruman”     | 4:47    |
| 9.  | „Szata na bal” | 4:15    |
| 10. | „iŻółć”        | 7:47    |
|     |                | 47:23   |